# ZIB 2 History
ZIB 2 History ist eine Sendereihe des ORF, die an Ereignisse erinnert, die in hervorgehobener Weise das Weltgeschehen beeinflusst haben. Erstmals wurde die Sendung am 27. Juni 2014 anlässlich des Attentats von Sarajevo am Vorabend des 100. Jahrestags ausgestrahlt. Es folgten weitere Themen zum Gedenken an runden Jahrestagen.

## Inhalt
Die Sendung stellt das Weltgeschehen immer mit einem Österreichbezug im historischen Tagesgeschehen dar. So meldete sich die Sendung anlässlich des 30. Jahrestags des Falls des Eisernen Vorhangs von der Grenze zwischen Sankt Margarethen im Burgenland und Sopron (Ungarn) und erinnerte an die DDR-Bürger, die vor der Maueröffnung im Urlaub in größerer Zahl erstmals an dieser Stelle die Grenze der Ostblock-Staaten überwinden konnten. Weitere Schwerpunkte der Sendungen liegen in der Darstellung der Hintergründe und Zusammenhänge, sowie ihrer geschichtlichen Einordnung. Hinzu kommen manchmal auch wichtige Nebenaspekte, wie z. B. anlässlich der Sendung 80 Jahre Beginn des Zweiten Weltkriegs die Frage, wie bei immer weniger lebenden Zeitzeugen die Erinnerung in den nächsten Generationen wachgehalten werden kann.
Pro Jahr werden etwa zwei bis drei Sendungen gestaltet.

## Konzeption
Das Konzept fußt auf der Idee, eine Dokumentation mit den Stilmitteln der ZIB 2-Nachrichtensendung (Zeit im Bild) zu gestalten. Die Moderation wurde lange Zeit stets außerhalb des Studios an einen geschichtsträchtigen Schauplatz verlegt. Von dort schaltet der Hauptmoderator der Sendung an verschiedene weitere Schauplätze, von wo aus sich Korrespondenten des ORF melden und sich zu verschiedenen Aspekten des Themas äußern, mit denen ihr Standort verbunden ist. Inzwischen kommt die Moderation auch aus dem Studio. Daneben werden Interviews entweder mit lebenden Zeitzeugen oder mit Historikern geführt, die einen Bezug zum Thema haben.
Die Sendung wird immer im Anschluss an die ZIB 2 ausgestrahlt und oft in einen übergeordneten Programmschwerpunkt des Tages eingebunden, dem sich auch andere Sendungen wie die Programmschiene „Kulturmontag“, der Report und weitere Sendungen und Dokumentationen mit verwandten Themen widmen, wie z. B. 2019 im Anschluss an die Sendung 80 Jahre Beginn des Zweiten Weltkriegs mit Bezug zu den Novemberpogromen das Drama Das Tagebuch der Anne Frank.